# Simbolo di stand-by

IEC 5009

Il simbolo di stand-by (in italiano: pausa, attesa) è un pittogramma presente nei pressi di interruttori, pulsanti o altri dispositivi di comando negli apparecchi elettrici ed elettronici. Definito nel 1973 dalla Commissione elettrotecnica internazionale (IEC) è composto da un cerchio e da un tratto verticale, che indicano rispettivamente gli stati spento e acceso (aperto e chiuso, secondo la norma IEC 417).
Il simbolo è incluso nel blocco Unicode Miscellaneous Technical a partire dalla versione 9.0.

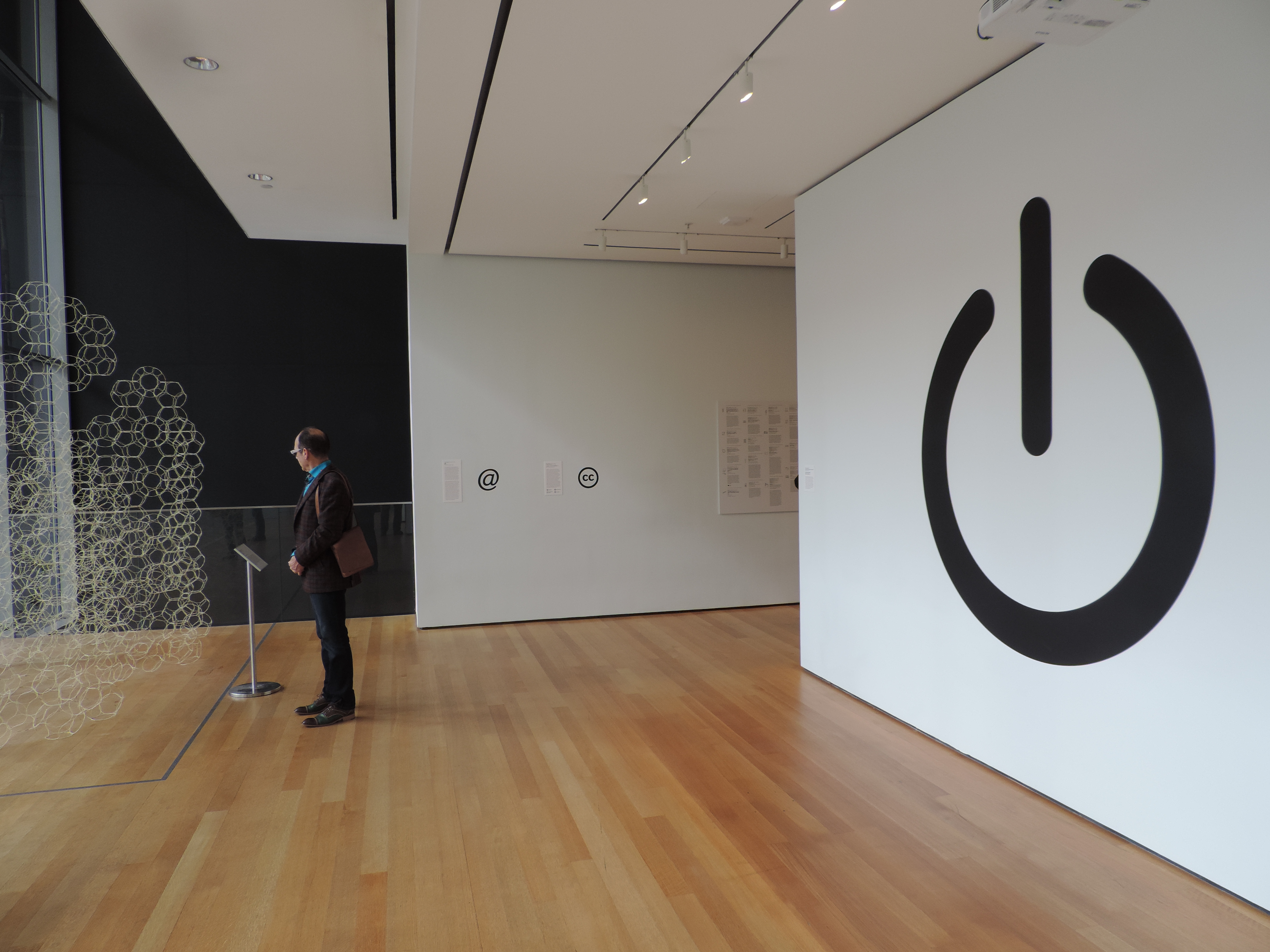
Il simbolo di stand-by al MoMA